# Indonesia ai Giochi della XIX Olimpiade
L'Indonesia partecipò ai Giochi della XIX Olimpiade che si sono svolti a Città del Messico dal 12 al 27 ottobre 1968, con una delegazione di sei atleti impegnati in due discipline: sollevamento pesi e vela. Fu la quarta partecipazione di questo Paese ai Giochi. Non fu conquistata nessuna medaglia.